# Ulrich Peltzer
Ulrich Peltzer, nemški pisatelj, * 9. december 1956, Krefeld.

## Življenje
Ulrich Peltzer se je rodil leta 1956 v Krefeldu, od leta 1975 pa živi v Berlinu, kjer je študiral psihologijo in filozofijo. V romanih Grehi lenobe (Die Suenden der Faulheit, 1987), Stefan Martinez (1995) in Vsi ali nihče (Alle oder keiner, 1999) opisuje berlinsko subkulturo v osemdesetih letih in komaj opazno preobrazbo upornikov generacije 68 v običajne, politično indiferentne državljane. Bryant Park (2002) je njegov tretji roman.

## Nagrade
Avtor je za svoj opus prejel številna pomembna priznanja.
- 2009/2010 Stadtschreiber von Bergen
- 2008 Berliner Literaturpreis za življenjske dosežke
- 2003 Bremer Literaturpreis
- 2001 Niederrheinischer Literaturpreis mesta Krefeld
- 2000 Preis der SWR-Bestenliste
- 1997 Anna-Seghers-Preis
- 1996 Berliner Literaturpreis
- 1992 Bertelsmannova nagrada